# IMVU
IMVU (англ. Instant Messaging Virtual Universe) — віртуальний 3D чат, який складається з офіційної вебадреси та гри. Гравці використовують 3D персонажів для спілкування та знайомства з іншими людьми. Гра заснована 15 квітня 2004 року. Кожна особа має можливість створювати свої товари та грати в ігри у чаті. IMVU налічує близько 50 мільйонів гравців, 10 мільйонів унікальних відвідувачів в місяць, та 3 мільйони активних користувачів щомісяця. Гра є безкоштовною для скачування. В каталог гри входить більше 10 мільйонів одиниць для зберігання товарів. Гра володіє величезною кількістю існуючого товару.